# Problématique
Problématique es el segundo álbum de estudio de la cantautora alemana Kim Petras, lanzado el 18 de septiembre de 2023 a través de Amigo y Republic Records. Originalmente se planeó que este fuera su álbum debut, sin embargo, enfrentó múltiples retrasos y finalmente fue descartado luego de una filtración masiva de sus canciones en 2022. Petras animó a su grupo de seguidores a escuchar las canciones, pero siempre manifestó su deseo de lanzar oficialmente el proyecto en algún momento y, en cambio, lanzó Feed the Beast como su álbum debut en junio de 2023, incluyendo algunas canciones que serían originalmente parte de Problématique. Petras publicó un calendario de próximos lanzamientos a lo largo de septiembre de 2023, de los cuales uno secreto el 18 de septiembre resultó ser el lanzamiento sorpresa de Problématique .
El álbum explora principalmente temas de amor y sexo, fuertemente arraigados en la premisa del escapismo, tal como la cantante concibió su proyecto durante el encierro por COVID-19. Petras describió la música como "muy europea" y "pop de adelante hacia atrás", y también experimentó con música disco, french house y techno alemán para las canciones.
Los sencillos Future Starts Now y Coconuts se lanzaron en 2021 en apoyo de Problématique. Sorprendentemente, ninguna de las canciones apareció finalmente en la edición estándar finalizada del álbum, aunque ambas se incluyeron en un vinilo extra de 12" separado con un lanzamiento limitado. Esta última también apareció como una pista en Feed the Beast.

## Antecedentes y Promoción

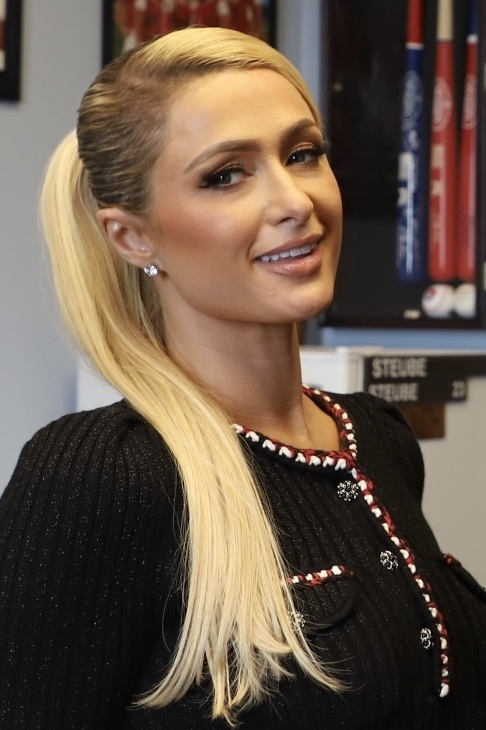
Paris Hilton en 2021. Aparece como artista invitada en "All She Wants".

Se consideraron aproximadamente 80 canciones para el álbum. Petras trabajó con los productores discográficos Alex Chapman y Aaron Joseph en Laurel Canyon, Los Ángeles . A finales de 2021, Hilton Dresden de Paper escribió: "Pero solo este año, en medio de una pandemia devastadora, [Petras] ha completado un álbum de 18 pistas: el más largo y, según nuestra conversación, el trabajo favorito de la estrella del pop". En una entrevista con Dresden, Petras dijo sobre el álbum:

...Son 18 canciones, así que es el álbum más largo que yo haya hecho. Todo es muy dinamico. Todo está inspirado en diferentes géneros de música dance, o música electronica, o EDM, techno. Es difícil de hablar porque cada canción es diferente de la anterior, pero cuando las escuchas juntas, crean una experiencia que yo amo.

De acuerdo con Julia Dzurillay de Atwood Magazine, el título del álbum es "un guiño a sus letras de inspiración francesa que también se burlaban de su problemática relación laboral con el productor Dr. Luke ". Al comienzo de la canción principal, alguien le pregunta a su amigo si escucha a Kim Petras. Otras canciones incluyen "Je T'Adore" y "All She Wants" con Paris Hilton .
En agosto de 2021, Petras lanzó "Future Starts Now" como sencillo principal de su próximo álbum, junto con un vídeo musical de temática francesa. Debutó con "Coconuts" y "Hit It from the Back" en los MTV Europe Music Awards 2021, convirtiéndose en la primera artista trans en actuar en la entrega de premios.  Según Jack Irvin de la revista People, "Coconuts" fue "lanzado con éxito viral" en diciembre de 2021 y "Hit It from the Back" estuvo disponible para preguardado en el sitio web de Petras sin fecha de lanzamiento. "Coconuts" y "Hit It from the Back" se incluyeron más tarde en el álbum debut de Petras , Feed the Beast .
En agosto de 2022, Hilton confirmó su colaboración en "All She Wants". Enviando deseos de cumpleaños a Petras en las redes sociales, Hilton escribió: "Feliz cumpleaños hermana. ¡Te quiero mucho! ¡Estoy muy orgullosa de ti! ¡Keep #Sliving ! Estoy muy emocionada por nuestra nueva canción". El final de su publicación incluía un hashtag del título de la canción.

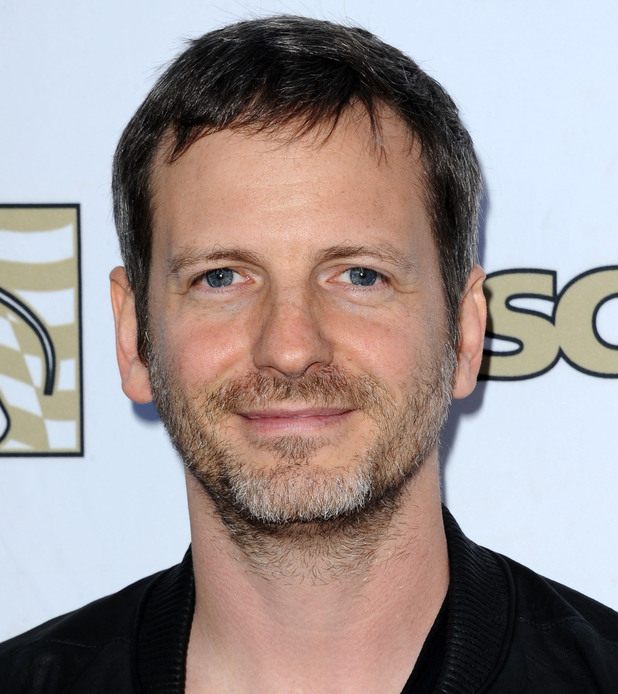
Petras sugirió que el álbum fue detenido por el productor discográfico y compositor Dr. Luke (en la foto de 2014), propietario del sello Amigo Records de Republic Records. Julia Dzurillay ' de Atwood Magazine, dijo que el título del álbum "se burlaba de la 'problemática' relación laboral [de Petras]" con el productor.

Entre julio y agosto de 2022, Petras abordó los rumores sobre el lanzamiento del álbum en las redes sociales. Ella sugirió que el proyecto fue detenido por Amigo Records (el sello de Republic Records propiedad de Dr. Luke) después de que un fan tuiteara "¡RIP PROBLÉMATIQUE! Por favor, dejen sus flores en los comentarios" junto con una imagen retocada con Photoshop de una lápida que menciona el título del álbum y primer sencillo. Petras respondió con un emoji de rosa y dijo: "Está bien si quieres escuchar las filtraciones... De todos modos, no voy a publicar música. Estoy jodido. Estoy devastado, no sé cómo pasó todo esto y Sólo quiero dejarlo." En tuits posteriores, dijo: "No se descartó nada, no obtuve aprobación para publicar nada. Es un limbo", así como "Espero que disfruten las canciones de verdad. Las hice para ustedes, así que espero que les gusten".  Algunas de las publicaciones de Petras fueron eliminadas.
En noviembre de 2022, Petras dijo sobre el proyecto: "Es lo que cociné durante el encierro . Todo lo que quería hacer era escapar, así que hice Problématique, que fue esta explosión de pop gay y súper euro-pop, que adoro y amo". "Trabajé muy duro y estoy muy orgulloso de ello. Pero sentí que había llegado el momento de decir algo diferente a eso". Ella le dijo a la revista People : "Firmé con Republic Records, comencé a trabajar con tanta gente creativa increíble y comencé a tener cosas nuevas que decir, y simplemente tomé un turno, y luego se filtró Problématique . Estaba en un momento". con mi música sentí que realmente quería cambiarla y estaba un poco aburrido de hacer canciones de club, especialmente después de Slut Pop ".
Tras el lanzamiento de " Unholy " en septiembre de 2022 con Sam Smith, Petras recordó en 2023:

Everyone needs a friend to hype you up, and honestly, at the time when Sam came to me, it was kind of a rough time because my album [Problématique] had just leaked and kind of scrapped. I was newly signed to a major label [Republic Records in 2021], and everyone felt like I needed to come up with a new album. I didn't know when new music was coming out. It wasn't the greatest time for me.

Después del desguace inicial del álbum, Petras lanzó su álbum de estudio debut Feed the Beast en junio de 2023.  Tres de las canciones que estaban programadas para aparecer en Problématique aparecieron en Feed the Beast .

## Recepción
En una reseña positiva, Robin Murray de Clash clasificó a Problématique como "ridículamente entretenido" y un "despido perfecto para [nuestro] verano colectivo", elogiando la mayoría de las canciones, aunque siendo más crítico con algunas otras, como "Treat Me Like". un Ho". Escribiendo para DIY, Otis Robinson calificó el álbum como una "corrección de rumbo" para Petras y afirmó que sus "ganchos de club permanecen extasiados", pero pensó que el proyecto se sentía "encadenado a su historia sin un lanzamiento adecuado".
Tras el desguace inicial del álbum, Harry Brocklehurst de The Tab escribió: "El hecho de que Problematique sea archivado es una pérdida horrible para el universo pop, y nunca perdonaré al sello de Kim por hacerle a esta era la injusticia que tiene. Espero que algún día el grabar superficies en streaming. 'Future Starts Now' debería enseñarse en una clase individual principal en la escuela de música hasta el fin de los tiempos".

## Lista de Canciones
Todas las pistas son producidas por Dr. Luke, Vaughn Oliver y Aaron Joseph, excepto donde se indica.

| Problématique track listing |                                                    |          |  |
| N.º                         | Título                                             | Duración |  |
| 1.                          | «Problématique»                                    | 3:03     |  |
| 2.                          | «Je T'Adore»                                       | 3:05     |  |
| 3.                          | «All She Wants» (con Paris Hilton)                 | 3:52     |  |
| 4.                          | «Born Again»                                       | 2:52     |  |
| 5.                          | «Something About U»                                | 3:01     |  |
| 6.                          | «Treat Me Like a Ho» (producers: Dr. Luke, Joseph) | 1:55     |  |
| 7.                          | «Confession»                                       | 2:51     |  |
| 8.                          | «Deeper»                                           | 2:55     |  |
| 9.                          | «Dirty Things»                                     | 3:35     |  |
| 10.                         | «Love Ya Leave Ya»                                 | 2:26     |  |
| 29:40                       |                                                    |          |  |

## Personal de producción
- Dale Becker – masterización
- Serban Ghenea - mezcla
- Clint Gibbs - ingeniería
- Kalani Thompson - ingeniería
- Tyler Sheppard - ingeniería
- Katie Harvey – asistencia para dominar
- Noah McCorkle – asistencia de masterización
- Bryce Bordone – asistente de mezcla
- Grant Horton – asistencia de ingeniería
- Ashlee Gibbs - coordinación de producción

## Charts
| Chart (2023)                             | Peak position |
| ---------------------------------------- | ------------- |
| Reino Unido (UK Album Downloads)         | 69            |
| Estados Unidos (Dance/Electronic Albums) | 14            |

## Historial de Lanzamiento
| Región | Fecha                    | Formatos                    | Discográfica    |
| ------ | ------------------------ | --------------------------- | --------------- |
| Varios | 18 de septiembre de 2023 | Descarga digital, streaming | Amigo, Republic |
| Varios | 24 de noviembre de 2023  | LP                          | Amigo, Republic |